# Murder Mysteries
Murder Mysteries (Originaltitel: An ID Murder Mystery) ist eine US-amerikanische Krimi-Dokumentationsreihe, die seit Dezember 2018 auf dem US-amerikanischen Sender Investigation Discovery ausgestrahlt wird. Sie führt als Ableger die Dokumentationsreihe An American Murder Mystery, die von 2016 bis 2018 ausgestrahlt wurde, fort.

## Konzept
An ID Murder Mystery übernimmt dasselbe Konzept von An American Murder Mystery, wobei der Fokus vor allem auf Vermisstenfälle liegt.
Innerhalb von zwei einstündigen Folgen behandelt die Dokumentationsreihe einen kontroversen Kriminalfall, der für Aufsehen in der US-amerikanischen Bevölkerung gesorgt hat. Unter anderem werden alle vorhandenen Informationen untersucht und zweifelhafte Motive hinterfragt. Dabei werden mögliche Tathergänge rekonstruiert, bislang unveröffentlichte Bild- und Audiomaterialien gezeigt sowie Angehörige, Ermittler und Journalisten zum Fall interviewt.

## Produktion und Ausstrahlung
An ID Murder Mystery ist eine gemeinsame Produktion von Jupiter Entertainment und American Media für den Fernsehsender Investigation Discovery. Beide Produktionsfirmen haben bereits gemeinsam die Vorgängerreihe An American Murder Mystery von 2016 bis 2018 produziert. Am 12. Dezember 2018 wurde die ersten beiden Folgen ab 21 Uhr auf Investigation Discovery gezeigt.
Die deutschsprachige Erstausstrahlung findet seit Juli 2020 in unregelmäßigen Abständen und nicht in chronologischer Reihenfolge auf TLC statt. Die Ausstrahlung startete mit der siebten Folge Der Fall Aaron Hernandez.

## Übersicht der Folgen

### Susan Powell
Unter dem Titel Susan Powell: An ID Murder Mystery wurde über die Bankangestellte Susan Powell berichtet, die seit Juli 2009 vermisst ist. Die Erstausstrahlung der beiden einstündigen Folgen erfolgte am 12. Dezember 2018 ab 21 Uhr auf dem US-amerikanischen Sender Investigation Discovery.
| Nr. (ges.) | Nr. (St.) | Deutscher Titel | Originaltitel    | Erstausstrahlung (USA) | Deutschsprachige Erstausstrahlung (–) |
| ---------- | --------- | --------------- | ---------------- | ---------------------- | ------------------------------------- |
| 1          | 1         | –               | Susan Powell (1) | 12. Dez. 2018          | –                                     |
| 2          | 2         | –               | Susan Powell (2) | 12. Dez. 2018          | –                                     |

### Robert Durst
Robert Durst: An ID Murder Mystery handelt von dem Multimillionär Robert Durst, der jahrelang unter Mordverdacht stand und unbeabsichtigt bei einer Dokumentation den Mord gestanden hatte. Die Erstausstrahlung der beiden einstündigen Folgen erfolgte am 21. und 22. Januar 2019 um 21 Uhr auf dem US-amerikanischen Sender Investigation Discovery.
| Nr. (ges.) | Nr. (St.) | Deutscher Titel | Originaltitel    | Erstausstrahlung (USA) | Deutschsprachige Erstausstrahlung (–) |
| ---------- | --------- | --------------- | ---------------- | ---------------------- | ------------------------------------- |
| 3          | 1         | –               | Robert Durst (1) | 21. Jan. 2019          | –                                     |
| 4          | 2         | –               | Robert Durst (2) | 22. Jan. 2019          | –                                     |

### Madeleine McCann
Madeleine McCann: An ID Murder Mystery handelt von dem Vermisstenfall Madeleine McCann. Die Erstausstrahlung erfolgte am 7. April 2019 ab 21 Uhr auf dem US-amerikanischen Sender Investigation Discovery.
| Nr. (ges.) | Nr. (St.) | Deutscher Titel | Originaltitel        | Erstausstrahlung (USA) | Deutschsprachige Erstausstrahlung (–) |
| ---------- | --------- | --------------- | -------------------- | ---------------------- | ------------------------------------- |
| 5          | 1         | –               | Madeleine McCann (1) | 7. Apr. 2019           | –                                     |
| 6          | 2         | –               | Madeleine McCann (2) | 7. Apr. 2019           | –                                     |

### Rebecca Zahau
Rebecca Zahau: An ID Murder Mystery handelt von dem Tod von Rebecca Zahau, der Freundin eines US-amerikanischen Multimillionärs. Die Erstausstrahlung erfolgte am 27. Mai 2019 ab 21 Uhr auf dem US-amerikanischen Sender Investigation Discovery.
| Nr. (ges.) | Nr. (St.) | Deutscher Titel | Originaltitel     | Erstausstrahlung (USA) | Deutschsprachige Erstausstrahlung (–) |
| ---------- | --------- | --------------- | ----------------- | ---------------------- | ------------------------------------- |
| 7          | 1         | –               | Rebecca Zahau (1) | 27. Mai 2019           | –                                     |
| 8          | 2         | –               | Rebecca Zahau (2) | 27. Mai 2019           | –                                     |

### Chris Watts
Family Man, Family Murderer: An ID Murder Mystery handelt von dem Mörder Chris Watts, der seine schwangere Ehefrau und zwei Kinder ermordet hat. Die Erstausstrahlung der einstündigen Folge erfolgte am 2. Juni 2019 um 22 Uhr auf dem US-amerikanischen Sender Investigation Discovery.
| Nr. (ges.) | Nr. (St.) | Deutscher Titel | Originaltitel               | Erstausstrahlung (USA) | Deutschsprachige Erstausstrahlung (–) |
| ---------- | --------- | --------------- | --------------------------- | ---------------------- | ------------------------------------- |
| 9          | 1         | –               | Family Man, Family Murderer | 2. Juni 2019           | –                                     |